# Adam Billewicz
Adam Billewicz herbu Mogiła (ur. ok. 1750, zm. w 1782) – skarbnik rzeczycki w 1768 roku. Jego prawnuczką była Maria Billewicz, matka Józefa Piłsudskiego.